# Balneário Barra do Sul
Balneário Barra do Sul es un municipio brasileño del estado de Santa Catarina. Tiene una población estimada al 2022 de 14 912 habitantes. Ubicado en la costa del estado, pertenece a la Región metropolitana del Nornordeste Catarinense.

## Historia
Debido a su cercanía con San Francisco del Sur, una de las ciudades más antiguas del estado y de Brasil, la localidad fue habitada desde el Siglo XVII por viajeros y pescadores. Durante siglos no hubo carreteras que unieran al poblado, solo se accedía a él por caminatas o por mar. Las dos carreteras principales no se construyeron hasta la segunda mitad del Siglo XX.
Se emancipó como municipio en 1992, fortaleziendo su turismo para la pesca y la recreación.